# Tundra górska

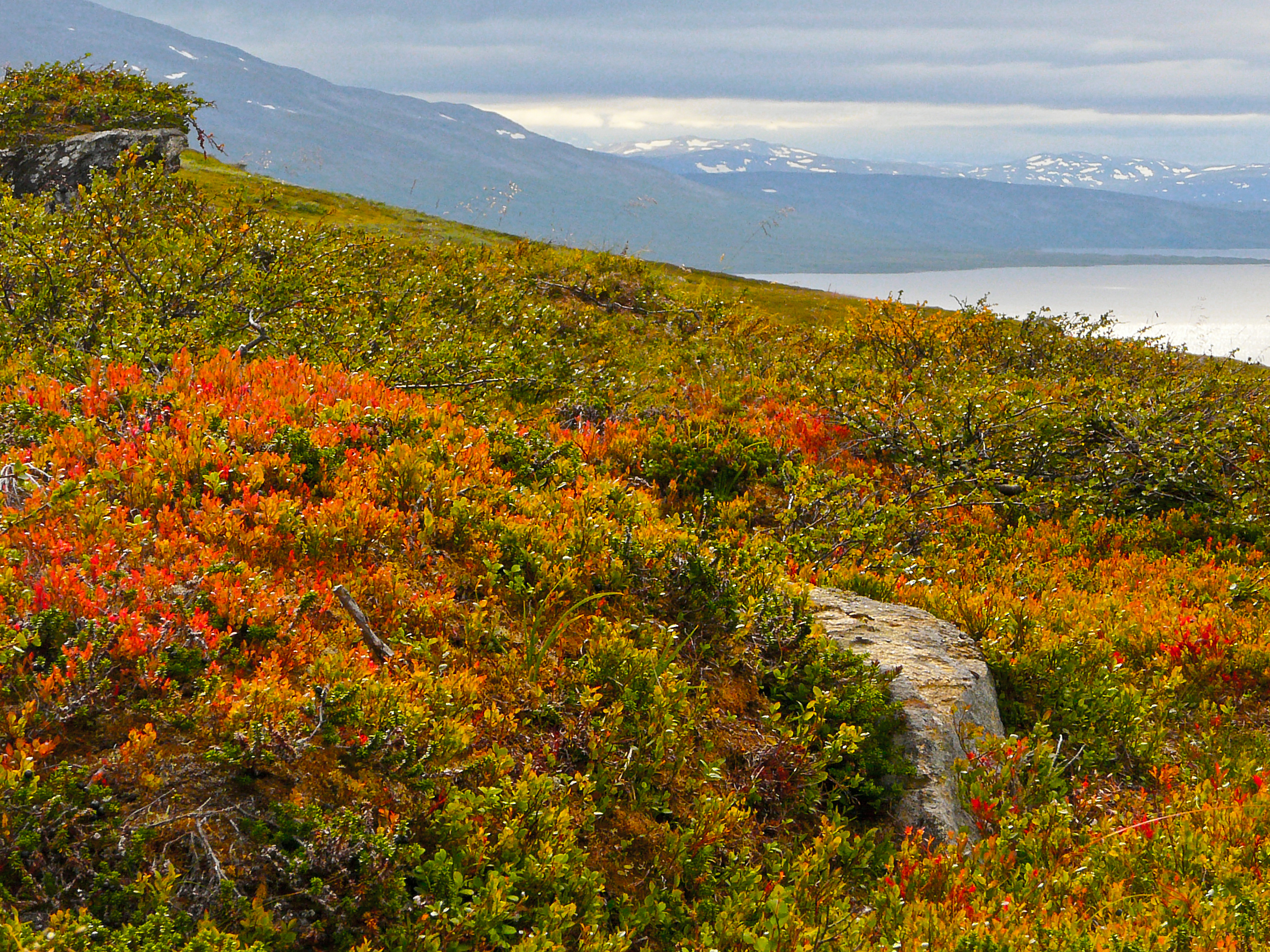
Tundra górska w Górach Skandynawskich

Tundra górska – formacja roślinna związana z klimatem górzystych terenów strefy borealnej. Kształtuje się w warunkach oddziaływania silnych wiatrów, niewielkiej pokrywy śnieżnej i bardzo zróżnicowanych warunków lokalnych w zakresie głębokości gleby, warunków wodnych. Na charakter roślinności wpływ ma także wysokość nad poziomem morza.
W niższych położeniach w tundrze górskiej występują często obficie krzewinki, a wyżej zbiorowiska mszysto-porostowe ustępujące często nagim skałom. W zależności od położenia geograficznego tundra górska w niższych położeniach sąsiaduje zwykle z tundrą krzewinkową i lasostepem, a na południu z tajgą.
O ile w polskich podręcznikach fitogeografii formacja tundry górskiej wiązana jest ze strefą borealną, o tyle w innych językach mianem tundry górskiej (mountain tundra) lub tundry alpejskiej (alpine tundra) określa się roślinność piętra alpejskiego niezależnie od szerokości geograficznej.

## Występowanie
W Europie występuje na Islandii, w Górach Skandynawskich (zwana tu fieldem), w Chibinach (Półwysep Kolski) i północnej części Uralu. Duże powierzchnie zajmuje w górach północnej Syberii i Rosyjskiego Dalekiego Wschodu.
Tundra górska występuje powszechnie w Norwegii. Zajmuje 32% powierzchni kraju (bez Svalbardu i Jan Mayen). W strefie tej, w pobliżu granicy drzew, występuje dość obfita szata roślinna z paroma gatunkami wierzby jak np. wierzba lapońska osiągająca do 0,5 m wysokości, powszechne są też borówka wysoka, jałowiec pospolity i zimoziół północny. Dolne rejony tej strefy były, a częściowo wciąż są, wykorzystywane jako pastwiska. Strefa ta sięga do wysokości 1500 m n.p.m. w Jotunheimen i Hardangervidda, 1300 m w Trollheimen i do około 800 m w Narviku i Alpach Lyngen. Wyżej rośliny są niższe, mchy i porosty występują częściej. Rośliny wciąż pokrywają większość terenu. W najwyższych rejonach dominują nagie skały, śnieg i lodowce, roślin jest niewiele.